# Carlo Cagnola
Carlo Cagnola (Milano, 24 agosto 1828 – Arcore, 16 luglio 1895) è stato un politico italiano.

## Biografia
A partire dal 1890 presiede il consiglio di amministrazione dell'Anonima Grandine, fondata dal direttore generale Pio Pontremoli, in qualità di Presidente. In seguito la carica verrà ceduta a Marco Besso.